# Église Saint-Blaise de La Chapelle-Agnon
Pour les articles homonymes, voir église Saint-Blaise.
L'église Saint-Blaise est une église située à La Chapelle-Agnon dans le département français du Puy-de-Dôme, en région Auvergne-Rhône-Alpes.

## Historique
L’église, fondée au XIIe siècle, dépendait d’un prieuré rattaché à l’abbaye de La Chaise-Dieu. Le moine de cette abbaye, qui en détenait le bénéfice, avait le pouvoir de nommer le curé et portait le titre de sacristain.

### Protection
L'église est inscrite au titre des monuments historiques par arrêté du 23 juillet 1976.

## Description
L’église, de petites dimensions, date du XVe siècle et présente une nef de trois travées, doublée d’un collatéral. Le chœur, à chevet polygonal, conserve une corniche romane à modillons sculptés. Des traces de peintures murales subsistent dans la nef.